# Rue Nagelmackers
La rue Nagelmackers est une rue du centre historique de la ville de Liège (Belgique) reliant la rue de la Cathédrale au quai Sur-Meuse.

## Odonymie
La rue rend hommage à Gérard Nagelmackers, né à Liège le 6 février 1777 et décédé à Angleur le 25 juillet 1859 , banquier et homme politique belge, membre du Congrès national.

## Histoire
La rue a été percée en 1866 en remplacement de trois anciennes ruelles appelées rues de la Botte, de la Rose et du Cheval noir.

## Description
Cette rue plate d'une longueur approximative de 67 m a perdu une partie de ses commerces. Elle applique un sens unique de circulation automobile de la rue de la Cathédrale vers le quai Sur-Meuse. En 1883, au numéro 2 se trouvait la <<Librairie de la Société bibliographique belge>>; cette société éditrice était également présente à Paris au 195 Bd. St-Germain.

## Architecture
Parmi les habitations construites durant le dernier tiers du XIXe siècle, les immeubles situés aux nos 8, 10 et 12 relèvent du style néoclassique. En outre, on remarque les garde-corps en fer forgé des nos 8 et 10 ainsi que les pilastres couronnés de chapiteaux et les carreaux en céramique du no 12.

## Voies adjacentes
- Rue de la Cathédrale
- Quai Sur-Meuse